# Uchchaihshravas
En mitologia hindú, Uchchaihshravas (sànscrit: उच्चैःश्रवस्: sànscrit: उच्चैःश्रवस् Uccaiḥśravas o उच्चैःश्रवा Uccaiḥśravā, "orelles llargus" o "renill en alt") és un cavall alat de set caps, creat durant l'episodi mític hindú batut de l'oceà de llet. Es considera el millor dels cavalls, prototip i rei de cavalls. Uchchaihshravas és sovint descrit com a vahana ("vehicle") de Surya - el Déu-Sol-, però és també es coneix per ser el cavall de Mahabali, el rei de dimonis. Uchchaihshravas és de color blanc de neu.

## Llegendes i referències textuals
El Mahabharata menciona que Uchchaihshravas es va aixecar del Samudra manthan ("batut de l'oceà de llet") i Indra, el déu-rei de cel, el va agafar i el va convertir en el seu vehicle (vahana). Es va aixecar de l'oceà juntament amb altres personatges com la deessa Lakshmi - la deessa de fortuna, presa pel déu Vishnu com el seu consort i l'amrita - l'elixir de vida. La llegenda d'Uchchaihshravas, que s'alça de l'oceà de llet també apareix en el Vishnu Purana, el Ramayana, el Matsya Purana, el Vayu Purana etc. Mentre que diverses escriptures donen llistes diferents de tresors (ratnas) dels que apareixen a partir de l'agitació de l'oceà de llet, la majoria d'ells coincideixen que Uchchaihshravas va ser un d'ells.

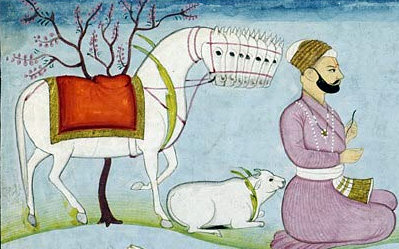
Un cavall alat de set caps Uchchaihshravas amb altres personatges dins el Samudra manthan

Uchchaihshravas també es menciona en el Bhagavad Gita (10.27, que forma part del Mahabharata), un discurs del déu Krishna - un avatar de Vishnu - a Arjuna. Quan Krishna declara ser la font de l'univers, exposa que entre cavalls, és Uchchaihshravas - d'on neix amrita. L'Hariharacaturanga del segle xii registra com el deu creador Brahma, va realitzar un sacrifici, del qual es va enlairar un cavall alat blanc que va nomenar Uchchaihshravas. Uchchaihshravas, es va aixecar de nou altre cop en el batut de l'oceà de llet i va ser pres pel rei dels dimonis (Asura) Mahabali, el qual el va utilitzar per assolir molts reptes impossibles. El Vishnu Purana registra quan Prithu va ser instaurat com el primer rei a la terra. D'altres també van rebre responsabilitats reials. Uchchaihshravas va ser llavors fet rei de cavalls.
El Mahabharata també esmenta una aposta entre germanes i mullers de Kashyapa - Vinata i Kadru sobre el color de la cua d'Uchchaihshravas. Mentre Vinata - la mare de Garuda i Aruna va dir que era blanca, Kadru va dir negra. El perdedor hauria de convertir-se en un criat del guanyador. Kadru li dir als seus fills Naga ("serp") de cobrir la cua del cavall, a fi de que aparegués de color negre i, per tant, va guanyar Kadru. El Kumarasambhava per Kalidasa, narra que els Uchchaihshravas, el millor de cavalls i símbol de la glòria d'Indra, van ser robats pel dimoni Tarakasura des del cel.
Devi Bhagavata Purana narra que una vegada que Revanta, el dill del Déu-sol Surya va arribar a la residència del déu Vishnu muntant Uchchaihshravas. Lakshmi estava hipnotitzat en veure l'Uchchaihshravas, amb la seva forma tant brillant, i va ignorar la pregunta feta per Vishnu. Sospitant que Lakshmi desitjava l'Uchchaihshravas i per això l'ignorava, Vishnu el va maleir per néixer com a euga en la seva pròxima vida.

## En la cultura popular
- El segell musical Dark Horse Records de George Harrison utilitza un logotip inspirat en Uchchaihshravas.